# Vanessa Brown (actrice)
Pour les articles homonymes, voir Brind, Brown et Vanessa Brown.
Smylla Brind — née le 24 mars 1928 à Vienne (Autriche), morte le 21 mai 1999 à Los Angeles (quartier de Woodland Hills, Californie) — est une actrice américaine d'origine autrichienne, connue sous le nom de scène de Vanessa Brown.

## Biographie
Installée avec ses parents aux États-Unis vers 1940 (ayant fui les persécutions nazies), Vanessa Brown débute au théâtre à Broadway (New York) en 1941, comme doublure puis remplaçante d'Ann Blyth jusqu'en 1942, dans Watch on the Rhine (en) de Lillian Hellman. Ultérieurement, elle revient une fois à Broadway en 1952 dans une autre pièce à succès (représentée jusqu'en 1955), The Seven Year Itch (en) de George Axelrod, aux côtés de Tom Ewell.
Au cinéma, elle contribue à dix-neuf films américains sortis entre 1944 et 1976, dont Un mariage à Boston de Joseph L. Mankiewicz (1947, avec Ronald Colman et Peggy Cummins), L'Héritière de William Wyler (1949, avec Olivia de Havilland et Montgomery Clift), Les Ensorcelés de Vincente Minnelli (1952, avec Lana Turner et Kirk Douglas) et Bless the Beasts and Children de Stanley Kramer (son avant-dernier film, 1971, avec Bill Mumy et Jesse White).
À la télévision américaine, outre un téléfilm diffusé en 1979, Vanessa Brown apparaît dans trente-trois séries de 1951 à 1991, dont Perry Mason (un épisode, 1959), Police Story (deux épisodes, 1975) et La Cinquième Dimension (un épisode, 1985).
Pour ses contributions au cinéma et à la télévision, deux étoiles lui sont dédiées sur le Walk of Fame d'Hollywood Boulevard et Vine Street.
Elle meurt en 1999, à 71 ans, des suites d'un cancer du sein.

## Théâtre à Broadway (intégrale)
- 1941-1942 : Watch on the Rhine de Lillian Hellman, musique de scène de Paul Bowles, mise en scène d'Herman Shumlin : Babette Muller[1] (comme doublure d'Ann Blyth puis en remplacement, à des dates non spécifiées)
- 1952-1955 : The Seven Year Itch de George Axelrod, production de Courtney Burr et Elliott Nugent : la fille[2] (remplacée en cours de production, à des dates non spécifiées, par Sally Forrest puis Louise King)

## Filmographie partielle

### Cinéma
- 1946 : Je vous ai toujours aimé (I've Always Loved You) de Frank Borzage : Georgette Sampter à 17 ans
- 1947 : Un mariage à Boston (The Late George Apley) de Joseph L. Mankiewicz : Agnès Willing
- 1947 : La Fière Créole (The Foxes of Harrow) de John M. Stahl : Aurore D'Arceneaux
- 1947 : Maman était new-look (Mother Wore Tights) de Walter Lang : Bessie
- 1947 : L'Aventure de madame Muir (The Ghost and Mrs. Muir) de Joseph L. Mankiewicz : Anna Muir adulte
- 1949 : Big Jack de Richard Thorpe : Patricia Mahoney
- 1949 : L'Héritière (The Heiress) de William Wyler : Maria
- 1950 : Tarzan et la Belle Esclave (Tarzan and the Slave Girl) de Lee Sholem : Jane
- 1952 : Les Ensorcelés (The Bad and the Beautiful) de Vincente Minnelli : Kay Amiel
- 1967 : Les Riches Familles (Rosie!) de David Lowell Rich : Edith Shaw
- 1971 : Bless the Beasts and Children de Stanley Kramer : Mme Goodenow

### Télévision
(séries, sauf mention contraire)

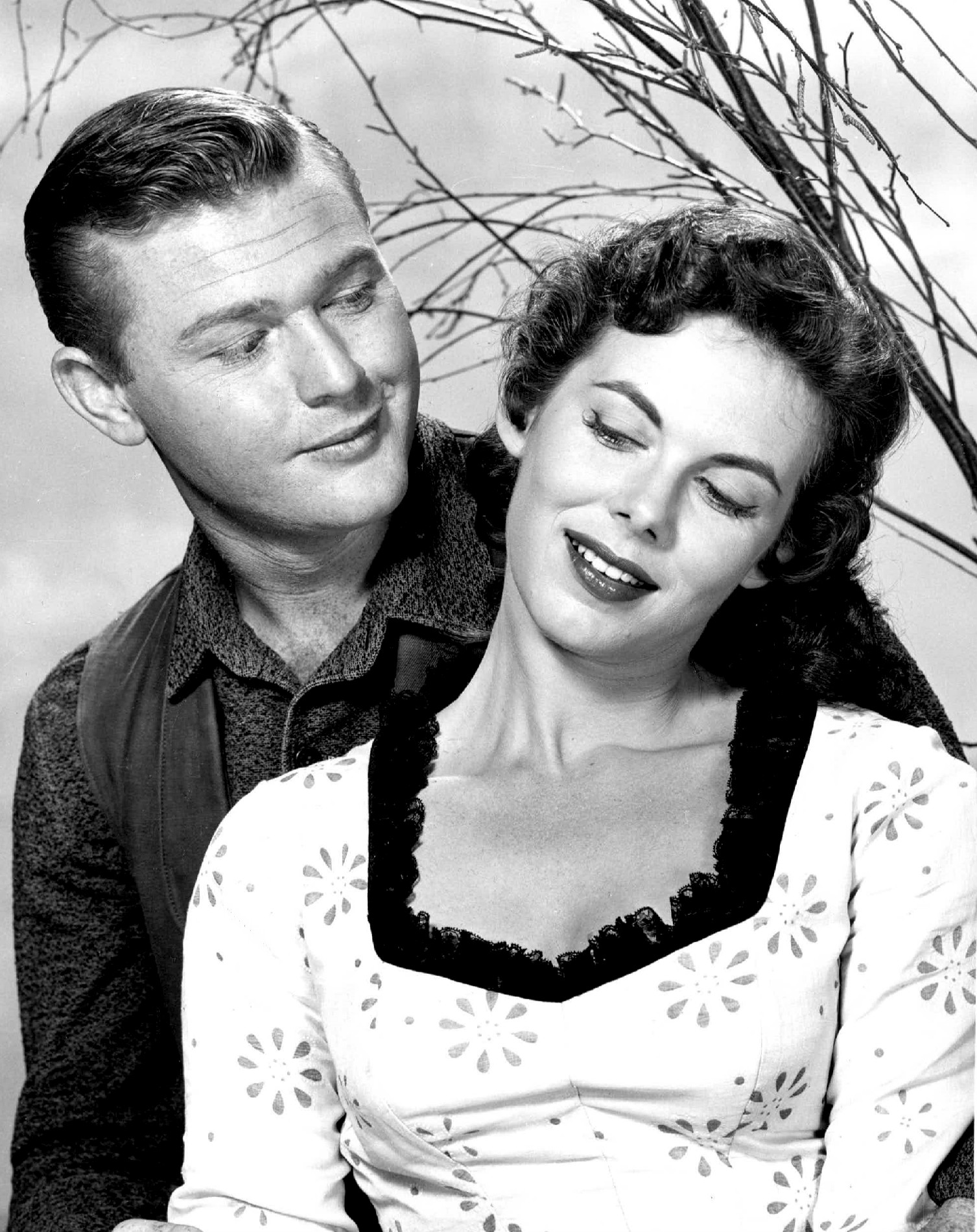
Avec Martin Milner, dans la série La Grande Caravane, épisode The Sally Potter Story (1958)

- 1958 : La Grande Caravane (Wagon Train), saison 1, épisode 28 The Sally Potter Story de David Butler : Sally Potter
- 1959 : Perry Mason (première série), saison 3, épisode 6 The Case of Paul Drake's Dilemma de William D. Russell : Donna Kress
- 1960 : One Step Beyond, saison 2, épisode 22 Les Amants (The Lovers) de John Newland : Elsa Schuldorf
- 1975 : Police Story
  - Saison 2, épisode 16 To Steal a Million : Mme Smythe
  - Saison 3, épisode 6 Face for a Shadow : Mme Baxter
- 1979 : Charleston de Karen Arthur (téléfilm) : la première des jumelles Evans
- 1980 : Hôpital central (General Hospital), épisode diffusé le 16/05/80 (sans titre) : Mme DeFreest
- 1985 : La Cinquième Dimension (The Twilight Zone), saison 1, épisode 6b Le Futur des passés (A Message from Charity) de Paul Lynch : Tante Beulah
- 1985 : Dallas (première série), saison 9, épisode 13 Horizon funèbre (Goodbye, Farewell and Amen) : Lady Tailor
- 1985 : Arabesque (Murder, She Wrote), saison 5, épisode 11 Le Petit-Fils (The Search for Peter Kerry) de Walter Grauman : Alma Goodrich
- 1990 : Les Années coup de cœur (The Wonder Years), saison 4, épisode 6 Petite Debbie (Little Debbie) de Michael Dinner : la dame énergique